# En hjemløs Fugl
En hjemløs Fugl er en dansk stum melodramafilm fra 1911 produceret af Fotorama og instrueret af Gunnar Helsengreen efter manuskript af Erling Stensgaard og Ljut Stensgaard. Filmen er af producenten betegnet som "Et gribende Ægteskabs-Drama fra begge sider af Atlanten".
Filmen havde dansk premiere i Kosmorama den 8. maj 1911.

## Handling
Musikalske Magda har hele tre bejlere – den lumske Bankassistent Hilmer, den godhjertede Doktor Dyring og den rare Overretssagfører Hatting. Til stor ærgrelse for særligt Dyring, er Hatting den første, der tager mod til sig og frier, og snart er Magda blevet til Fru Hatting. Efter nogle år keder ægteskabet hende, og hun beslutter sig for at forlade mand, barn og hjem til fordel for den uærlige Hilmer. Det varer dog ikke længe, inden det falder som skæl fra hendes øjne, hvem Hilmer i virkeligheden er.

## Medvirkende
- Marie Niedermann - Magda Gram
- Philip Bech - Hatting, overretssagfører
- Aage Schmidt - Hilmer, bankassistent
- Peter Nielsen - Dr. Dyring
- Kamma Creutz Nathansen - Meta Thiesen
- Zanny Petersen
- Agnes-Marie ("Mulle") Helsengreen
- Ljut Stensgaard - En af gadens løse fugle